# La Chapela de Sent Geraud
La Chapèla Sent Geraud (en francès La Chapelle-Saint-Géraud) és un municipi francès situat al departament de la Corresa i a la regió de la Nova Aquitània.
| 1962                                       | 1968 | 1975 | 1982 | 1990 | 1999 | 2007 |
| ------------------------------------------ | ---- | ---- | ---- | ---- | ---- | ---- |
| 296                                        | 307  | 276  | 249  | 219  | 226  | 216  |
| Des de 1962: població sense dobles comptes |      |      |      |      |      |      |

| Període   | Identitat         | Partit |
| --------- | ----------------- | ------ |
| 2001-2008 | Pierre Theuillere |        |
| 2008-     | Gilles Dupuy      |        |